# Polyrhachis schenckii
Polyrhachis schenckii é uma espécie de formiga do gênero Polyrhachis, pertencente à subfamília Formicinae.